# 流浮山慘案
流浮山慘案，發生於1970年9月1日，一批来自广东省宝安县蛇口地区（今属深圳市南山區）的武裝分子越境進入香港流浮山，向香港蠔民開槍，擄走七名蠔民及船隻並於寶安縣（今深圳市）境内殺害其中三人。

## 背景

### 文化大革命及六七暴動
1966年5月起，中國大陸爆發文化大革命，在中國共產黨主席毛澤東爲首的一部分中共領導人推動下，極端思潮席捲全國，成千上萬的紅衛兵發動全方位的階級鬥爭，負責港澳事務的華僑事務委員會主任廖承志指示不要在香港發動文化大革命，但到1966年底被紅衛兵奪權和批鬥，由中央文革小組接管，中央對港政策因而變得激進。
在文革思潮的感召下，香港親共人士於次年發動持續約7個月的六七暴動，意圖推翻港英政府的殖民統治，亦消滅香港境內的親國民黨勢力，在暴動期間，中國大陸有多個城市爆發規模龐大的「支援香港抗暴」遊行示威，而接壤香港的寶安縣更曾有民兵越境攻擊香港警察，史稱「沙頭角槍戰」。
至1967年底，六七暴動被港英政府大力鎮壓，加上中國國務院總理周恩來積極壓制香港親共勢力的暴力思潮，漸趨平息，但中國大陸的民間和軍方仍有很多人對香港處於殖民統治的狀況不滿，並對香港境內的親國民黨勢力及香港多數市民服從英國殖民統治深感痛惡，而香港親共勢力亦對六七暴動失敗心有不甘。

### 后海灣海盜問題
位於流浮山的后海灣水域，由於靠近華界的蛇口，海盜活動在1960至1970年代一度猖獗，當年后海灣水域經常遭華界海盜越界侵擾，擄劫香港蠔民作為人質，及搶奪其所養殖的生蠔，公然違反國際公法，港府當年亦未對從后海灣非法入境的武裝炮艇加以堵截，未盡保護香港蠔民之義務。

## 經過

### 事件起因
在綁架案中遇害的曾氏三父子（曾牛、曾炳南、曾早興），均為親國民黨右派蠔民，據悉在綁架事件發生前一年（1969年）8月，當地左派分子曾經強迫蠔民參加他們舉辦的「毛澤東思想學習班」，曾炳南當時曾經說過一些不滿的話，事為左派分子所悉，曾炳南於8月4日晚途經坑口村時，遭10多名流氓將其綑綁及毆打，這些流氓擬把曾炳南綁架往華界實施私刑。有村民目擊事件及報警求助，警務人員迅速把曾炳南救出及實施拘捕，有五名左派蠔民（陳啟山、陳汝齊、蘇振高、陳實根、陳耀強）後被控以非法綁架及傷害他人身體罪名。數天後，有數十名華界武裝分子越境闖入流浮山尖鼻咀，向警方抗議，要求釋放被捕五人。最後因曾炳南及五名被捕者於庭上供詞均有矛盾，法庭於8月23日判五名被告無罪釋放。
曾牛父子在遇害前兩週，曾接獲左派分子的恐嚇，聲言叫他們「因住」（當心），否則會被綁往共區。

### 七人被綁

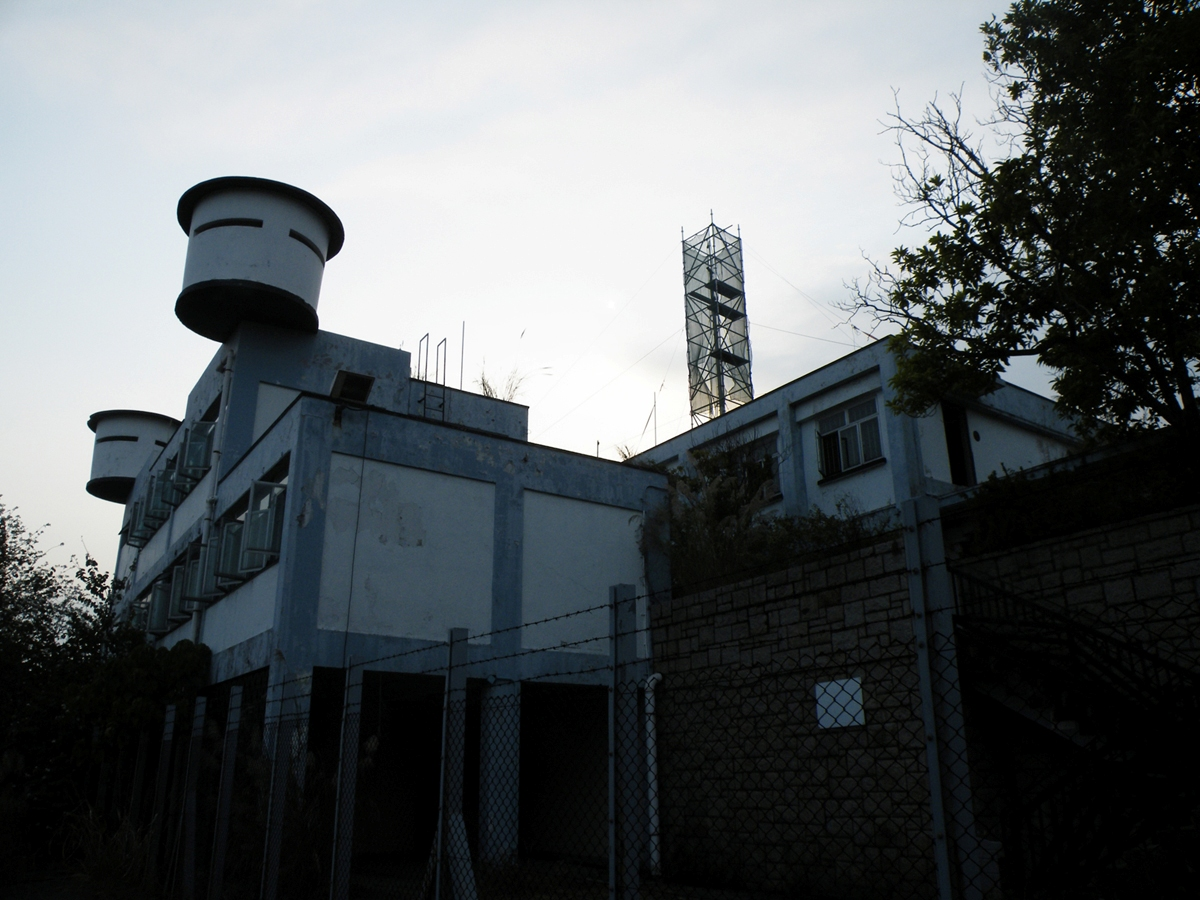
流浮山警署

1970年9月1日下午5時30分左右，位於華界一批為數約20人的武裝分子，乘坐一艘懸掛五星紅旗的機動漁船，由宝安县的蛇口進入后海灣，再分批轉乘兩艘舢舨，侵入香港流浮山白泥岸邊，用槍指嚇其中8名正在作業的蠔民，迫令他們停止作業，跟他們登上武裝分子的漁船前往共區。其中一名蠔民跳水逃走，武裝分子隨即開槍射擊，但被他僥倖逃脫。
當日共有7名蠔民被擄走，附近有數十名蠔民目擊事發經過，但礙於持械民兵人多勢眾，目擊者在武裝分子散去後，始敢前往流浮山警署報案。有蠔民目擊這些武裝分子鳴槍超過廿響。
香港政府於9月2日向中華人民共和國政府發出照會，警務處處長薛畿輔親自前往流浮山尖鼻咀一帶巡視。
9月3日，元朗理民府向其中兩名被擄蠔民（吳細佬、鄧魯）家屬提供糧食援助。

### 掃蕩左派據點
9月7日，百多名機動部隊成員，連同寮仔部人員，前往流浮山坑口沙江圍，拆毀一間被用作舉辦「毛澤東思想學習所」的僭建木屋。

### 接獲恐嚇
9月18日，流浮山蠔業總會收到一封署名「沙井人民公社蠔業生產大隊」的恐嚇信件，指該會人員「縱容蠔民街坊，不依照毛主席方針去做事，而替港英做事，如果這樣下去，則將來的收場會與曾牛三父子一樣」。該會會長陳泰祥表示，流浮山原本相安無事，在最近十幾年來屢遭華界海盜及武裝分子侵擾，曾經多次向警方、理民府等政府部門反映，但得不到滿意答覆，警方又未能保障當地蠔民的安全，因此這次亦不打算報案。
9月23日，流浮山再遭華界武裝分子侵擾，圖擄劫蠔民，但因潮退未能登岸，蠔民成功逃脫。同日深夜，一艘中國大陸籍漁船向流浮山報訊指，七名被擄蠔民於大沙河遭武裝組織疲勞拷問及公審，其中曾牛三父子已遭槍斃，但消息當時尚未能證實。

### 四人獲釋
10月6日中午，其中四名蠔民獲釋，他們經警方政治部帶返警署查詢後，回到流浮山白泥家中。他們指在被綁架期間，有武裝分子向他們透露，曾牛三父子被禁錮在深圳人民公社的監獄內，中共當局指控曾牛「屢次破壞流浮山之毛澤東思想學習訓練班」及「私自盜竊國家財富」（偷蠔），可能無法返回香港，而其兩名兒子（曾炳南、曾早興）則可望於短期內獲釋。

### 三人遇害
10月7日，曾牛三父子已被證實遭武裝組織殺害，其中曾牛當場遭武裝分子槍殺，長子曾炳南被割掌挖腸生劏，次子曾早興受重傷，在禁錮期間不予飲食及治理而歿。港府表示，在9月2日與中國大陸方面的照會當中，中方於翌日答覆稱曾牛三父子「於糾纏中受傷致死，並被葬於中共境內」，但沒有交待死因。元朗理民府當日向曾家證實此一消息，指三曾已在中國大陸火化及安葬。
據獲釋者憶述，曾牛於被綁架當日，曾試圖跳海逃走，但遭武裝分子槍擊，子彈射中曾牛左脇，繼而被拖返船上，曾炳南遭武裝分子以船槳拍打，曾早興則被拖至載有其餘四名蠔民的另一艘舢舨上。武裝分子眼見曾牛繼續掙扎，再向曾牛胸前開槍，把曾牛射殺。曾炳南眼見父親被殺，與武裝分子展開搏鬥，惟單人無法與武裝分子較量，曾炳南左胸遭槍擊，另一持有刺刀步槍之武裝分子用力捅了曾炳南一刀，鮮血如泉湧出。當時船隻仍在英界后海灣水域，曾炳南遭武裝分子割去兩隻手掌，後被劏開腹部，其腸臟被武裝分子挖出及拋往海中餵魚。
曾早興目睹父親遭射殺及長兄遭生劏後，悲慟欲絕，後被武裝分子押往沙頭墟（今沙頭街道）禁錮，最終失救死亡。當局最初計劃由四名獲釋蠔民把曾牛等屍首運返香港，抬到流浮山警署門前示威，但遭當地蠔民反對，而改為火化及安葬於沙頭墟。
10月14日，香港漁業工商總會於旺角西洋菜街會所內，為曾氏三父子舉行追悼會。

## 善後

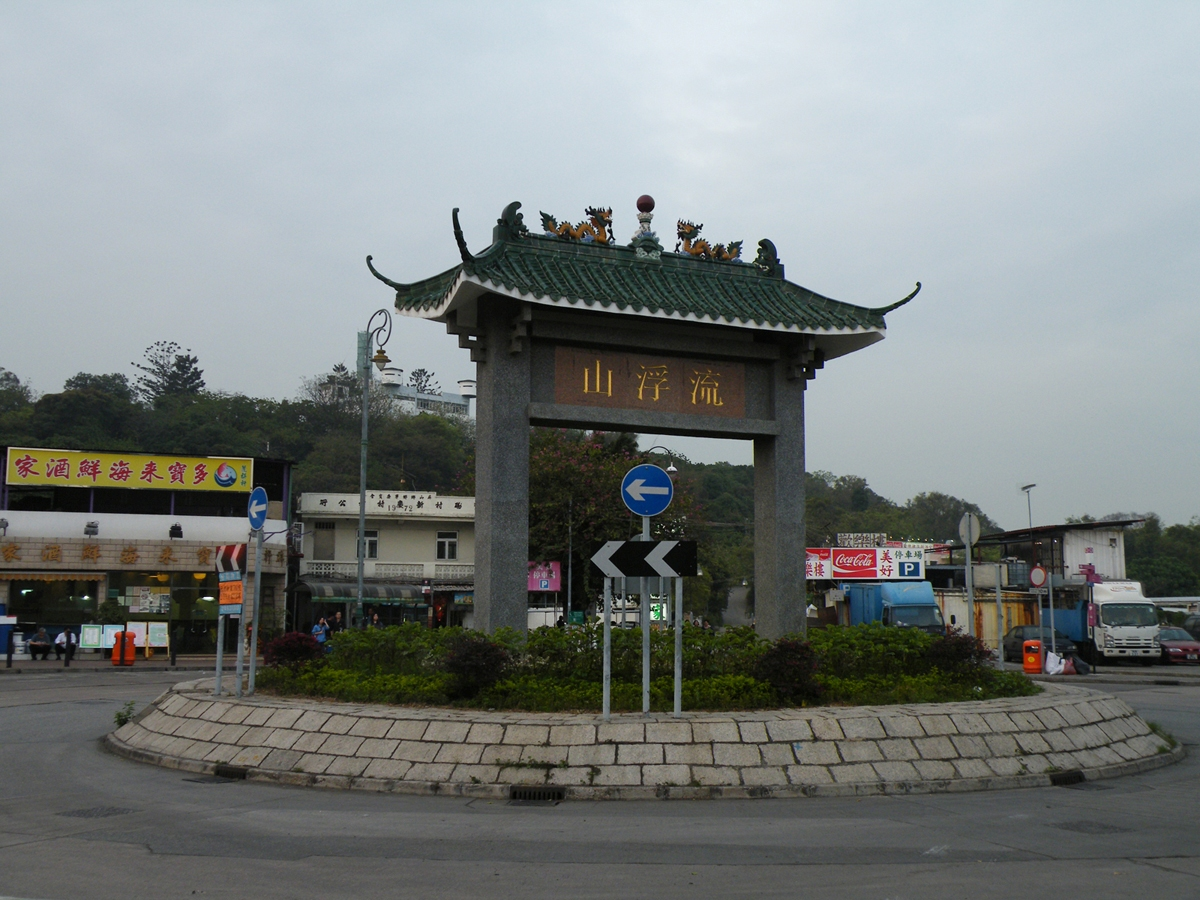
政府於三曾遇害後，把一幅位於巴士站附近官地批予曾牛遺屬

曾牛父子被殺後，其遺屬仍不斷遭左派勢力恐嚇威脅，遂向政府求助。元朗理民府有見及此，於10月底把位於巴士站附近一幅約四百呎的官地撥予曾家，協助曾家搬離海邊，用作興建房屋及經營小生意之用，惟理民府在事件發生後兩個月，土地仍未動工，其後政府澄清，曾牛遺孀是於1971年1月方同意土地工程的，按照屋宇條例，在獲同意之前是不允許進行工程的。

## 後續發展
港府獲悉曾氏三父子遇難後，照例向中共提出抗議，惟武裝分子非法入境事件並未停止，在10月9日晚便有10多名持刀、棍、利斧等武器的武裝分子於流浮山沙橋非法入境，他們聲稱要搜捕兩名「逃兵」，後被警方勸退，而警方並未發現他們口中所述的「逃兵」。
10月14日下午，一艘於流浮山水域進行測量工作的水警輪，突遭一艘載有6名男子的「石下公社」中共船隻衝撞，該船隻企圖以大纜把水警輪鈎住，並把之拖往華界，幸被一名總督察見機及時把纜割斷，該船人員向警方聲稱對日前有華界漁船被水警搜查感到不滿。
10月15日早上，一艘華界炮艇駛進英界流浮山水域，意圖挑釁，警方立即派出一艘水警輪前往攔截，雙方一度武裝戒備，對峙五小時後，該炮艇駛回華界蛇口。
1971年5月25日，港府出動60多名寮仔部拆屋人員，連同百多名機動警察掩護下，把左派一艘停泊在流浮山坑口海邊養蠔區的大木船拆毀。這艘木船在1970年9月左派於沙江村的僭建木屋遭警方搗毀後，便被發現長期停泊在海邊蠔塘，左派將之用作舉辦「毛澤東思想學習班」，阻礙蠔民作業，而船上經常有人高唱毛歌，亦對蠔民造成滋擾。附近蠔民礙於該船為左派勢力所擁有，敢怒不敢言，惟有向理民府求助，理民府曾張貼告示及書面通知船主將其駛開，惟負責人並未理會當局指示，當局遂於5月將其拆毀。
船隻拆毀後翌日，左派蠔民陳耀強（曾被控於1969年8月5日綁架曾炳南的五名被告之一）前往元朗理民府謁見一官員，請求發還在行動中被拆的毛澤東像及五星旗，後獲答應於27日發還。

## 遇難者
- 曾牛
- 曾炳南（曾牛長子）
- 曾早興（曾牛次子）

## 备注
1. 1 2  親國民黨勢力、親國民黨右派中的国民党和國民黨右派均是指代中华民国政府。
2. ↑  宝安县沙井人民公社今已演变为深圳市宝安区沙井街道。
3. ↑  当时深圳市为宝安县。深圳人民公社是否是前文所指的宝安县沙井人民公社，不详。
4. ↑  《華僑日報》原文“中共境内”当指中华人民共和国境内。

## 外部連結
- 香港追悼遭中共殺害的曾牛父子三人 （页面存档备份，存于）
- 曾牛三父子於44年前遭共匪越過港境擄走殺害 （页面存档备份，存于）
- 沙井蠔業大隊到流浮山擄殺蠔民事件（中英文報摘，全文）